# Jauru (gemeente)
Jauru is een gemeente in de Braziliaanse deelstaat Mato Grosso. De gemeente telt 10.748 inwoners (schatting 2009).
De gemeente grenst aan Barra do Bugres, Porto Esperidião, Figueirópolis d'Oeste, Indiavaí, Araputanga, Vale de São Domingos en Pontes e Lacerda.